# 留崎村
留崎村（とめさきむら）は、かつて青森県にあった村。

## 沿革
- 1889年（明治22年）4月1日 - 町村制施行により三戸郡梅内村（一部）、泉山村、目時村が合併し、留崎村が発足。
- 1955年（昭和30年）3月20日 - 三戸郡三戸町、斗川村、猿辺村と合併し、三戸町を新設して消滅。